# Motor-Theorie
Die Motor-Theorie der Sprachwahrnehmung (motor theory of speech perception) ist eine Theorie zur Wahrnehmung von Sprache, die in den 1960er Jahren in den Haskins-Laboratories entwickelt wurde (vgl. Liberman et al. (1967)).

## Überblick
Es gibt mehrere Modelle zur Sprachwahrnehmung, die Motor-Theorie ist eine der ältesten. Ihre Grundannahme besteht darin, dass der Mensch wahrgenommene akustische Signale in Abhängigkeit von artikulatorischen Mustern, die im Gehirn gespeichert sind, entschlüsselt. Das bedeutet, im Gehirn existiert eine Vorstellung davon, welcher Laut zu welcher artikulatorischen Geste (siehe unten) gehört. Die Motor-Theorie kam deshalb auf, weil das Team um Liberman herausfand, dass akustische Wahrnehmungen, die durch Sprachlaute hervorgerufen werden, nicht sonderlich stark an auditive Merkmale geknüpft sind (siehe Kategoriale Wahrnehmung).
In den 1980er Jahren wurde die Motor-Theorie etwas abgewandelt, um z. B. Kontexteffekte bei der Sprachwahrnehmung erklären zu können.
Nach der Motor-Theorie gibt es ein Modul im menschlichen Gehirn, das alle auditiven Stimuli aufnimmt, die linguistisch relevant erscheinen, noch bevor die normale auditorische Verarbeitung stattfindet. Dieses Modul benutzt eine Art internen Synthetisierer, um zu bestimmen, welche artikulatorische Geste am wahrscheinlichsten für den Sprach-Input verantwortlich ist. Diesen Prozess nennt man Analyse durch Synthese (analysis by synthesis). Solch ein Mechanismus stellt eine Erklärung dar für Kontextabhängigkeiten, trading relations und auch für den Einfluss von visuell wahrgenommener Sprache auf die Sprachwahrnehmung.
Unterstützt wird die Motor-Theorie unter anderem durch Studien, die zeigen, dass es erhebliche Unterschiede zwischen sprachlichen und nichtsprachlichen Stimuli gibt.

## Kritik
Entkräftet wird die Motor-Theorie durch Studien, die belegen, dass gewisse Phänomene nicht nur sprachspezifisch sind oder sich auf die menschliche Sprachwahrnehmung beschränken. Vor allem in Studien zur Kategorialen Wahrnehmung wurden im Laufe der Zeit immer wieder Belege gefunden, dass die Motor-Theorie allein nicht alle Phänomene erklären kann.
Im Spracherwerb, so konnte gezeigt werden, geht perzeptive Diskriminationsfähigkeit der artikulatorischen voraus. Als weiteres Argument gegen die Motor-Theorie wurde angeführt, dass man auch "sprechende" Papageien verstehen kann, obwohl sich ihr Produktionsmechanismus stark vom menschlichen unterscheidet.

## Artikulatorische Gesten
Die Bewegungen und Ereignisse, die mit den Artikulationsorganen (z. B. Zunge, Unterkiefer, Lippen, Velum) erzeugt werden (siehe Artikulatorische Phonetik).